# Ленс Кінсі
Ленс Кінсі (англ. Lance Kinsey; 13 червня 1954) — американський актор.

## Біографія
Ленс Кінсі народився 13 червня 1954 року в місті Калгарі, провінція Альберта, Канада. Виріс у Чегрін-Фоллс, штат Огайо, в передмісті Клівленда. Відвідував приватну школу для хлопчиків Хокен у Гейтс Міллс. З 1971 по 1975 роки навчався в університеті Вандербільта в місті Нешвілл, штат Теннессі. Вивчав драму, а потім перейшов в театр «Actors Theatre of Louisville». Виступав у регіональних театрах, театрах-ресторанах та національних туристичних компаніях.
Переїхавши до Чикаго приєднався до знаменитої комедійної трупи «Друге Місто». Також навчав імпровізації в середніх школах і коледжах у тому числі Колумбійському коледжі в штаті Іллінойс і театрі «Goodman Theatre». Був номінований на дві нагороди «Joseph Jefferson» для виконавців в ансамблі.
З 1979 року починає зніматися на телебаченні і кіно. Найвідомішою його роллю став Проктор, помічник капітана Маузера і капітан Гарріса, із серії фільмів «Поліцейська академія». Кінсі також пише сценарії для фільмів і телесеріалів.

## Особисте життя
Ленс Кінсі одружений з Ненсі Джей Фінк, яку зустрів, коли він виступав в «Second City», у них двоє дітей, Метт і Логан.

## Фільмографія

### Актор
| Рік  |    | Українська назва                                   | Оригінальна назва                         | Роль                       |
| ---- | -- | -------------------------------------------------- | ----------------------------------------- | -------------------------- |
| 1979 | с  |                                                    | The Duke                                  |                            |
| 1981 | тф | Чиказька історія                                   | Chicago Story                             | Джеррі Степак              |
| 1982 | ф  | Укурені 4                                          | Things Are Tough All Over                 | пластичний хірург          |
| 1983 | ф  | Доктор Детройт                                     | Doctor Detroit                            | вуличний чувак             |
| 1983 | ф  | Клас                                               | Class                                     | тренер собак / клієнт бару |
| 1983 | с  | Ремінгтон Стіл                                     | Remington Steele                          | Веслі Пун                  |
| 1984 | кф |                                                    | Sugar or Plain                            | молода пара                |
| 1985 | ф  | Поліцейська академія 2: Їх перше завдання          | Police Academy 2: Their First Assignment  | Проктор                    |
| 1986 | ф  | Поліцейська академія 3: Знову до академії          | Police Academy 3: Back in Training        | лейтенант Проктор          |
| 1987 | с  | Тиха вулиця                                        | Easy Street                               | Перрі                      |
| 1987 | ф  | Поліцейська академія 4: Квартальна охорона порядку | Police Academy 4: Citizens on Patrol      | Проктор                    |
| 1988 | ф  | Поліцейська академія 5: Операція Маямі-біч         | Police Academy 5: Assignment: Miami Beach | Проктор                    |
| 1989 | ф  | Поліцейська академія 6: Місто в облозі             | Police Academy 6: City Under Siege        | Проктор                    |
| 1989 | ф  | Весільний оркестр                                  | Wedding Band                              | Річі                       |
| 1989 | в  | Божевільний медовий місяць                         | Honeymoon Academy                         | Ленс                       |
| 1990 | ф  | Чому я?                                            | Why Me?                                   | телефонний технік          |
| 1990 | ф  | Тюремний курорт                                    | Club Fed                                  | Говард Полк                |
| 1990 | ф  | Майстри загрози                                    | Masters of Menace                         | Воллес Вольфбі             |
| 1992 | ф  | Герой                                              | Hero                                      | фельдшер                   |
| 1993 | ф  | Заряджена зброя 1                                  | Loaded Weapon 1                           | лейтенант Ірв Лансінг      |
| 1994 | ф  | Мовчання шинки                                     | Il silenzio dei prosciutti                | дізнавач                   |
| 1998 | ф  | Плем'я Кріппендорфа                                | Krippendorf's Tribe                       | директор Різ               |
| 1998 | тф | Долар за мерця                                     | Dollar for the Dead                       | мисливець                  |
| 1999 | тф | Запізніла розплата                                 | Outlaw Justice                            | Роуді Ковбой               |
| 2000 | с  | Двічі в житті                                      | Twice in a Lifetime                       | Рон Тейлор / Генді Ренді   |
| 2000 | с  | Шоу Аманди                                         | The Amanda Show                           |                            |
| 2001 | с  | Сімейне право                                      | Family Law                                | Шон Гарланд                |
| 2002 | с  | Всяка всячина                                      | All That                                  |                            |
| 2003 | ф  | Ловець снів                                        | Dreamcatcher                              | Гоферман                   |
| 2003 | с  | Сью Томас: Зоркий детектив                         | Sue Thomas: F.B.Eye                       | Кеннет Монро               |
| 2004 | с  | Доктор                                             | Doc                                       | Дейв Томас                 |
| 2012 | кф | Привіт, Ліліан                                     | Hi, Lillian                               | Марвін                     |
| 2012 | ф  |                                                    | BuzzKill                                  | Деніс                      |
| 2014 | ф  | Люди Ікс: Дні минулого майбутнього                 | X-Men: Days of Future Past                | служба безпеки Пентагону   |
| 2014 | ф  | Усі зірки                                          | All Stars                                 | Ленс Грейден               |
| 2015 | ф  |                                                    | Come Simi                                 | Діккі                      |

### Сценарист, продюсер
| Рік       |    | Українська назва           | Оригінальна назва   | Роль                         |
| --------- | -- | -------------------------- | ------------------- | ---------------------------- |
| 1999      | тф | Запізніла розплата         | Outlaw Justice      | продюсер                     |
| 2000      | с  | Двічі в житті              | Twice in a Lifetime | сценарист                    |
| 2002—2005 | с  | Сью Томас: Зоркий детектив | Sue Thomas: F.B.Eye | сценарист                    |
| 2003—2004 | с  | Доктор                     | Doc                 | сценарист                    |
| 2004      | ф  | Волохата історія           | Funky Monkey        | сценарист                    |
| 2014      | ф  | Усі зірки                  | All Stars           | режисер, сценарист, продюсер |